# Georges Van Parys
Georges Van Parys (Parigi, 7 giugno 1902 – Parigi, 28 gennaio 1971) è stato un compositore francese.
È stato attivo soprattutto nella realizzazione di colonne sonore cinematografiche e di operette.

## Filmografia parziale

### Cinema
- Conchita (La Femme et le Pantin), regia di Jacques de Baroncelli (1929)
- Paris' Girls, regia di Henry Roussel (1929)
- La route est belle, regia di Robert Florey (1929)
- L'âge d'or, regia di Luis Buñuel (1930)
- Gli amori di mezzanotte (Les Amours de minuit), regia di Augusto Genina (1931)
- Il milione (Le Million), regia di René Clair (1931)
- Le Blanc et le Noir, regia di Marc Allégret e Robert Florey (1931)
- Di notte a Parigi (Un soir de rafle), regia di Carmine Gallone (1931)
- Mitternachtsliebe, regia di Carl Froelich e Augusto Genina (1931)
- Je serai seule après minuit, regia di Jacques de Baroncelli (1931)
- Le Chant du marin, regia di Carmine Gallone (1932)
- Il figlio della strada (Un fils d'Amérique), regia di Carmine Gallone (1932)
- Mon curé chez les riches, regia di Donatien (1932)
- Une petite femme dans le train, regia di Karl Anton (1932)
- Rouletabille aviateur, regia di Steve Sekely (1932)
- Le Crime du Bouif, regia di André Berthomieu (1933)
- La signorina Josette, mia moglie (Mademoiselle Josette, ma femme), regia di André Berthomieu (1933)
- Prenez garde à la peinture, regia di Henri Chomette (1933)
- Je vous aimerai toujours, regia di Mario Camerini (1933)
- Jsem devce s certem v tele, regia di Karl Anton (1933)
- L'uomo senza tramonto (Cette vieille canaille), regia di Anatole Litvak (1933)
- Les Bleus du ciel, regia di Henri Decoin (1933)
- Plein aux as, regia di Jacques Houssin (1933)
- Étienne, regia di Jean Tarride (1933)
- Feu Toupinel, regia di Roger Capellani (1933)
- La Femme idéale, regia di André Berthomieu (1934)
- Jeunesse, regia di Georges Lacombe (1934)
- Les Filles de la concierge, regia di Jacques Tourneur (1934)
- Coralie et Cie, regia di Alberto Cavalcanti (1934)
- La Maison dans la dune, regia di Pierre Billon (1934)
- L'Aristo, regia di André Berthomieu (1934)
- Zouzou, regia di Marc Allégret (1934)
- L'oro per la strada (L'or dans la rue), regia di Curtis Bernhardt (1934)
- Quelle drôle de gosse!, regia di Léo Joannon (1935)
- Jim la houlette, regia di André Berthomieu (1935)
- Il sentiero della felicità (Les beaux jours), regia di Marc Allégret (1935)
- En avant la musique, regia di André Pellenc - cortometraggio (1935)
- La Route heureuse, regia di Georges Lacombe (1936)
- Ragazzaccio (Un mauvais garçon), regia di Jean Boyer (1936)
- Prends la route, regia di Jean Boyer (1936)
- Franco de port, regia di Dimitri Kirsanoff (1937)
- La signorina mia madre (Mademoiselle ma mère), regia di Henri Decoin (1937)
- L'intrusa (Abuso di fiducia) (Abus de confiance), regia di Henri Decoin (1937)
- Sorella di latte (Ma soeur de lait), regia di Jean Boyer (1938)
- L'Escadrille de la chance, regia di Max de Vaucorbeil (1938)
- Gargousse, regia di Henry Wulschleger (1938)
- Caffè internazionale (Café de Paris), regia di Yves Mirande e Georges Lacombe (1938)
- L'Accroche-cœur, regia di Pierre Caron (1938)
- Le Train pour Venise, regia di André Berthomieu (1938)
- Le tre mogli di papà (La Chaleur du sein), regia di Jean Boyer (1938)
- Mon curé chez les riches, regia di Jean Boyer (1938)
- Vento di follia (Noix de coco), regia di Jean Boyer (1939)
- Smarrimento (Je t'attendrai), regia di Léonide Moguy (1939)
- Senza domani (L'entraîneuse), regia di Albert Valentin (1939)
- Circostanze attenuanti (Circonstances atténuantes), regia di Jean Boyer (1939)
- Le Chemin de l'honneur, regia di Jean-Paul Paulin (1939)
- Viaggio all'altro mondo (L'héritier des Mondésir) (1940)
- Due donne innamorate (Premier bal), regia di Christian-Jaque (1941)
- Fernandel al trapezio volante (L'acrobate) (1941)
- Boléro (1942)
- Amore proibito (Le bienfaiteur) (1942)
- Béatrice devant le désir (1944)
- Il silenzio è d'oro (Le Silence est d'or) (1947)
- Le coeur sur la main (1948)
- Un certain monsieur (1950)
- Les anciens de Saint-Loup (1950)
- Rome Express (1950)
- Le belle della notte (Les Belles de nuit) (1952)
- Un capriccio di Caroline chérie (Un caprice de Caroline chérie) (1952)
- Fanfan la Tulipe (1952)
- Il tradimento di Elena Marimon (Le secret d'Hélène Marimon) (1954)
- La bella Otero (1954)
- Il montone a cinque zampe (Le Mouton à cinq pattes) (1954)
- Madame du Barry (1954)
- Escalier de service (1954)
- Les Intrigantes (1954)
- Santarellina (Mam'zelle Nitouche) (1954)
- Scènes de ménage (1954)
- Gli uomini non pensano che a quello (Les hommes ne pensent qu'à ça) (1954)
- Prima del diluvio (Avant le déluge) (1954)
- Il carnet del maggiore Thompson (Les Carnets du Major Thompson) (1955)
- Il figlio di Caroline chérie (Le Fils de Caroline chérie) (1955)
- I diabolici (Les diaboliques) (1955)
- Grandi manovre (Les Grandes Manœuvres) (1955)
- Papà, mammà, mia moglie ed io (Papa, maman, ma femme et moi...) (1955)
- French Cancan (1955)
- Omicidio a pagamento (Comme un cheveu sur la soupe) (1956)
- S.O.S. Lutezia (Si tous les gars du monde) (1956)
- Rencontre à Paris (1956)
- Club di ragazze (Club de femmes) (1956)
- Azione immediata (Action immédiate), regia di Maurice Labro (1957)
- L'uomo dall'impermeabile (L'homme à l'imperméable) (1957)
- Nathalie (1957)
- Destinazione Parigi (The Happy Road) (1957)
- Agli ordini del re (La Tour, prends garde!) (1958)
- Il gorilla vi saluta cordialmente (Le gorille vous salue bien) (1958)
- Montparnasse (Montparnasse 19) (1958)
- I miserabili (Les misérables) (1958)
- Mio figlio (Rue des Prairies) (1959)
- I filibustieri della Martinica (Marie des Isles) (1959)
- Il ritorno di Arsenio Lupin (Signé Arsène Lupin) (1959)
- La miliardaria (The Millionairess) (1960)
- Capitan Fracassa (1961)
- Una ragazza a rimorchio (Les petits matins) (1962)
- Intrigo a Parigi (Monsieur), regia di Jean-Paul Le Chanois (1964)
- Per il re, per la patria e per Susanna! (Les fêtes galantes), regia di René Clair (1965)